# Panamees voetbalelftal (vrouwen)
Het Panamees vrouwenvoetbalelftal is een voetbalteam dat Panama vertegenwoordigt in internationale wedstrijden, zoals het Noord-Amerikaans kampioenschap.
Het elftal van Panama speelde zijn eerste wedstrijd in 2002 in een kwalificatiewedstrijd van het Noord-Amerikaans kampioenschap. Tegen Guatemala werd met 1-2 gewonnen. Dat jaar kwalificeerde het elftal zich voor het kampioenschap, waar het in totaal vier keer aan heeft deelgenomen. Een vierde plaats in 2018 is het beste resultaat van het team.
In februari 2023 kwalificeerde Panama zich via de intercontinentale play-offs in Nieuw-Zeeland voor het Wereldkampioenschap voetbal vrouwen 2023 na overwinningen tegen Papoea-Nieuw-Guinea (2-0) en Paraguay (1-0).
Het elftal speelt zijn thuiswedstrijden in het Estadio Rommel Fernández.

## Prestaties op eindronden

### Wereldkampioenschap
| Jaar   | Resultaat           | Wed                 | W                   | G                   | V                   | DV                  | DT                  |
| ------ | ------------------- | ------------------- | ------------------- | ------------------- | ------------------- | ------------------- | ------------------- |
| 1991   | Niet deelgenomen    | Niet deelgenomen    | Niet deelgenomen    | Niet deelgenomen    | Niet deelgenomen    | Niet deelgenomen    | Niet deelgenomen    |
| 1995   | Niet deelgenomen    | Niet deelgenomen    | Niet deelgenomen    | Niet deelgenomen    | Niet deelgenomen    | Niet deelgenomen    | Niet deelgenomen    |
| 1999   | Niet deelgenomen    | Niet deelgenomen    | Niet deelgenomen    | Niet deelgenomen    | Niet deelgenomen    | Niet deelgenomen    | Niet deelgenomen    |
| 2003   | Niet gekwalificeerd | Niet gekwalificeerd | Niet gekwalificeerd | Niet gekwalificeerd | Niet gekwalificeerd | Niet gekwalificeerd | Niet gekwalificeerd |
| 2007   | Niet gekwalificeerd | Niet gekwalificeerd | Niet gekwalificeerd | Niet gekwalificeerd | Niet gekwalificeerd | Niet gekwalificeerd | Niet gekwalificeerd |
| 2011   | Niet deelgenomen    | Niet deelgenomen    | Niet deelgenomen    | Niet deelgenomen    | Niet deelgenomen    | Niet deelgenomen    | Niet deelgenomen    |
| 2015   | Niet gekwalificeerd | Niet gekwalificeerd | Niet gekwalificeerd | Niet gekwalificeerd | Niet gekwalificeerd | Niet gekwalificeerd | Niet gekwalificeerd |
| 2019   | Niet gekwalificeerd | Niet gekwalificeerd | Niet gekwalificeerd | Niet gekwalificeerd | Niet gekwalificeerd | Niet gekwalificeerd | Niet gekwalificeerd |
| / 2023 | Groepsfase          | 3                   | 0                   | 0                   | 3                   | 3                   | 11                  |
| Totaal | 1/9                 | 3                   | 0                   | 0                   | 3                   | 3                   | 11                  |

### Olympische Spelen
| Jaar   | Resultaat           | Wed                 | W                   | G                   | V                   | DV                  | DT                  |
| ------ | ------------------- | ------------------- | ------------------- | ------------------- | ------------------- | ------------------- | ------------------- |
| 1996   | Niet deelgenomen    | Niet deelgenomen    | Niet deelgenomen    | Niet deelgenomen    | Niet deelgenomen    | Niet deelgenomen    | Niet deelgenomen    |
| 2000   | Niet deelgenomen    | Niet deelgenomen    | Niet deelgenomen    | Niet deelgenomen    | Niet deelgenomen    | Niet deelgenomen    | Niet deelgenomen    |
| 2004   | Niet gekwalificeerd | Niet gekwalificeerd | Niet gekwalificeerd | Niet gekwalificeerd | Niet gekwalificeerd | Niet gekwalificeerd | Niet gekwalificeerd |
| 2008   | Niet deelgenomen    | Niet deelgenomen    | Niet deelgenomen    | Niet deelgenomen    | Niet deelgenomen    | Niet deelgenomen    | Niet deelgenomen    |
| 2012   | Niet deelgenomen    | Niet deelgenomen    | Niet deelgenomen    | Niet deelgenomen    | Niet deelgenomen    | Niet deelgenomen    | Niet deelgenomen    |
| 2016   | Niet deelgenomen    | Niet deelgenomen    | Niet deelgenomen    | Niet deelgenomen    | Niet deelgenomen    | Niet deelgenomen    | Niet deelgenomen    |
| 2020   | Niet gekwalificeerd | Niet gekwalificeerd | Niet gekwalificeerd | Niet gekwalificeerd | Niet gekwalificeerd | Niet gekwalificeerd | Niet gekwalificeerd |
| 2024   | Niet gekwalificeerd | Niet gekwalificeerd | Niet gekwalificeerd | Niet gekwalificeerd | Niet gekwalificeerd | Niet gekwalificeerd | Niet gekwalificeerd |
| Totaal | 0/8                 | 0                   | 0                   | 0                   | 0                   | 0                   | 0                   |

### Noord-Amerikaans kampioenschap
| Jaar   | Resultaat           | Wed                 | W                   | G                   | V                   | DV                  | DT                  |
| ------ | ------------------- | ------------------- | ------------------- | ------------------- | ------------------- | ------------------- | ------------------- |
| 1991   | Niet deelgenomen    | Niet deelgenomen    | Niet deelgenomen    | Niet deelgenomen    | Niet deelgenomen    | Niet deelgenomen    | Niet deelgenomen    |
| 1993   | Niet deelgenomen    | Niet deelgenomen    | Niet deelgenomen    | Niet deelgenomen    | Niet deelgenomen    | Niet deelgenomen    | Niet deelgenomen    |
| 1994   | Niet deelgenomen    | Niet deelgenomen    | Niet deelgenomen    | Niet deelgenomen    | Niet deelgenomen    | Niet deelgenomen    | Niet deelgenomen    |
| 1998   | Niet deelgenomen    | Niet deelgenomen    | Niet deelgenomen    | Niet deelgenomen    | Niet deelgenomen    | Niet deelgenomen    | Niet deelgenomen    |
| 2000   | Niet deelgenomen    | Niet deelgenomen    | Niet deelgenomen    | Niet deelgenomen    | Niet deelgenomen    | Niet deelgenomen    | Niet deelgenomen    |
| 2002   | Groepsfase          | 3                   | 1                   | 0                   | 2                   | 5                   | 16                  |
| 2006   | Eerste ronde        | 1                   | 0                   | 0                   | 1                   | 0                   | 2                   |
| 2010   | Niet deelgenomen    | Niet deelgenomen    | Niet deelgenomen    | Niet deelgenomen    | Niet deelgenomen    | Niet deelgenomen    | Niet deelgenomen    |
| 2014   | Niet gekwalificeerd | Niet gekwalificeerd | Niet gekwalificeerd | Niet gekwalificeerd | Niet gekwalificeerd | Niet gekwalificeerd | Niet gekwalificeerd |
| 2018   | Vierde plaats       | 5                   | 2                   | 1                   | 2                   | 7                   | 14                  |
| 2022   | Groepsfase          | 3                   | 1                   | 0                   | 2                   | 1                   | 4                   |
| Totaal | 4/11                | 12                  | 4                   | 1                   | 7                   | 13                  | 36                  |

### Pan-Amerikaanse Spelen
| Jaar   | Resultaat           | Wed                 | W                   | G                   | V                   | DV                  | DT                  |
| ------ | ------------------- | ------------------- | ------------------- | ------------------- | ------------------- | ------------------- | ------------------- |
| 1999   | Niet deelgenomen    | Niet deelgenomen    | Niet deelgenomen    | Niet deelgenomen    | Niet deelgenomen    | Niet deelgenomen    | Niet deelgenomen    |
| 2003   | Niet deelgenomen    | Niet deelgenomen    | Niet deelgenomen    | Niet deelgenomen    | Niet deelgenomen    | Niet deelgenomen    | Niet deelgenomen    |
| 2007   | Groepsfase          | 4                   | 0                   | 1                   | 3                   | 2                   | 8                   |
| 2011   | Niet gekwalificeerd | Niet gekwalificeerd | Niet gekwalificeerd | Niet gekwalificeerd | Niet gekwalificeerd | Niet gekwalificeerd | Niet gekwalificeerd |
| 2015   | Niet gekwalificeerd | Niet gekwalificeerd | Niet gekwalificeerd | Niet gekwalificeerd | Niet gekwalificeerd | Niet gekwalificeerd | Niet gekwalificeerd |
| 2019   | Vijfde plaats       | 4                   | 0                   | 1                   | 3                   | 3                   | 10                  |
| Totaal | 2/6                 | 8                   | 0                   | 2                   | 6                   | 5                   | 18                  |

## FIFA-wereldranglijst
Betreft klassering aan het einde van het jaar
| 2003 | 2004 | 2005 | 2006 | 2007 | 2008 | 2013 | 2014 | 2015 | 2018 | 2019 | 2020 | 2021 | 2022 |
| ---- | ---- | ---- | ---- | ---- | ---- | ---- | ---- | ---- | ---- | ---- | ---- | ---- | ---- |
| 63   | 63   | 62   | 65   | 67   | 61   | 60   | 66   | 70   | 54   | 53   | 59   | 58   | 57   |

## Selecties

### Huidige selectie
Na het trainingskamp in Colombia in januari 2023 met 23 speelsters werden door Nacha Quintana op 17 januari 40 speelsters op de voorlopige lijst geplaatst voor de intercontinentale play-offs in februari in Nieuw-Zeeland voor het Wereldkampioenschap voetbal vrouwen 2023.  De definitieve selectie van 23 speelsters werd bekendgemaakt op 26 januari 2023. De volgende 23 speelsters werden geselecteerd voor het Wereldkampioenschap voetbal vrouwen in juli 2023: 
|                              |                      |      |        |                     |
|                              |                      |      |        |                     |
| №                            | Naam                 | Wed. | Dlpnt. | Club                |
| Doel                         |                      |      |        |                     |
| 1                            | Sasha Fábrega        | 4    | 0      | Tauro FC            |
| 12                           | Yenith Bailey        | 20   | 0      | Clubloos            |
| 22                           | Farissa Córdoba      | 2    | 0      | Maccabi Holon F.C.  |
| Verdediging                  |                      |      |        |                     |
| 2                            | Hilary Jaén          | 26   | 1      | Jones College       |
| 3                            | Wendy Natis          | 2    | 0      | América de Cali     |
| 4                            | Katherine Castillo   | 24   | 3      | Tauro FC            |
| 5                            | Yomira Pinzón        | 22   | 3      | Deportivo Saprissa  |
| 15                           | Rosario Vargas       | 3    | 0      | Rayo Vallecano      |
| 16                           | Rebeca Espinosa      | 12   | 0      | CD Plaza Amador     |
| 21                           | Nicole De Obaldía    | 2    | 0      | CD Herediano        |
| 23                           | Carina Baltrip-Reyes | 6    | 0      | CS Marítimo Madeira |
| Middenveld                   |                      |      |        |                     |
| 6                            | Deysiré Salazar      | 9    | 0      | Tauro FC            |
| 7                            | Emily Cedeño         | 3    | 0      | Tauro FC            |
| 8                            | Schiandra González   | 5    | 0      | CD Plaza Amador     |
| 10                           | Marta Cox            | 25   | 7      | CF Pachuca          |
| 11                           | Natalia Mills        | 19   | 6      | Alajuelense         |
| 14                           | Carmen Montenegro    | 1    | 0      | CD Universitario    |
| 18                           | Erika Hernández      | 22   | 3      | CD Plaza Amador     |
| 20                           | Aldrith Quintero     | 18   | 0      | Alhama CF           |
| Aanval                       |                      |      |        |                     |
| 9                            | Karla Riley          | 21   | 9      | Sporting FC         |
| 13                           | Riley Tanner         | 0    | 0      | Washington Spirit   |
| 17                           | Laurie Batista       | 22   | 4      | Tauro FC            |
| 19                           | Lineth Cedeño        | 19   | 7      | UC Sampdoria        |
| Bondscoach: Ignacio Quintana |                      |      |        |                     |